# Polydesmus ocellatus
Polydesmus ocellatus är en mångfotingart som beskrevs av Alpheus Spring Packard 1883. Polydesmus ocellatus ingår i släktet Polydesmus och familjen plattdubbelfotingar. Inga underarter finns listade i Catalogue of Life.